# Магалі чагарниковий
Мага́лі чагарниковий (Plocepasser donaldsoni) — вид горобцеподібних птахів ткачикових (Ploceidae). Мешкає в Східній Африці. Вид названий на честь американського мандрівника Артура Дональдсона Сміта.

## Поширення і екологія
Чагарникові магалі мешкають на півдні Ефіопії і на півночі Кенії, а також на півдні Сомалі. Вони живуть в сухих чагарникових заростях і рідколіссях, на сухих луках і кам'янистих пустищах. Зустрічаються невеликими зграйками. Живляться насінням трав, гніздяться колоніями.